# Unlocker
Unlocker je alat koji može pronaći i "deblokirati" zaključane datoteke, radi sigurnosti npr. sistemskih datoteka. Najčešće je korišten za okončavanje procesa koji koriste neku datoteku, ili forsiranje procesa da prestanu koristiti tu datoteku, tako da korisnici sa sigurnošću mogu obrisati, preimenovati ili premjestiti datoteku. Program je napisao francuski programer Cedrick 'Nitch' Collomb. Posljednja verzija je 1.9.2.

## Povijest
Glavne promjene od prve verzije su popravci grešaka. Instalacijski program imao je poneka poboljšanja kako u korisničkom sučelju, tako i u radu samog programa. Unlocker je primarno korišten u modifikacijama igara i ponovnim instalacijama. Unlocker trenutno podržava točno 40 jezika, za razliku od verzije 1.0 koja je podržavala samo Engleski jezik.

## Značajke
Postoji nekoliko analoga proizvoda. Unlocker GUI je aplikacija sa značajkom sučelja u komandnoj liniji kroz administrativnu konzolu. Moguće prekinuti procese, kao i forsirati ih da ne koriste neku datoteku (Funkcija se zove Otključaj (Unlock) u samom programu.). Glavni nedostatak je da ne podržava često korištene aplikacije s 64-bitnom arhitekturom, ali podržava x86 kod na x64 procesorima. Kako je Collomb rekao, radi na tome. Postoji i prijenosna (portabilna) verija programa. Može se preuzeti s web stranice  Arhivirana inačica izvorne stranice od 12. veljače 2010. (Wayback Machine) Unlockera.

## Vanjske poveznice
- Web stranica Unlockera  Arhivirana inačica izvorne stranice od 12. veljače 2010. (Wayback Machine)